# شکیرا (آلبوم)
«شکیرا» (به انگلیسی: Shakira) آلبومی از هنرمند اهل کلمبیا شکیرا است که در ۲۱ مارس ۲۰۱۴ منتشر شد.